# ایستگاه متروی امام رضا
ایستگاه متروی امام رضا یکی از ایستگاه‌های متروی تبریز است که در میدان گلشهر (امام رضا) و ورودی شهرک گلشهر واقع شده‌است. این ایستگاه، ایستگاه شمارهٔ ۳ خط یک است.

## مشخصات
ایستگاه متروی امام رض در ورودی شهرک گلشهر و در خط یک متروی تبریز قرار گرفته است و از نوع کم‌عمق است. مساحت عرصهٔ این ایستگاه ۲۴۸۷ متر‌مربع و مساحت اعیان آن ۶۵۰۰ متر‌ مربع است.

## نگارخانه

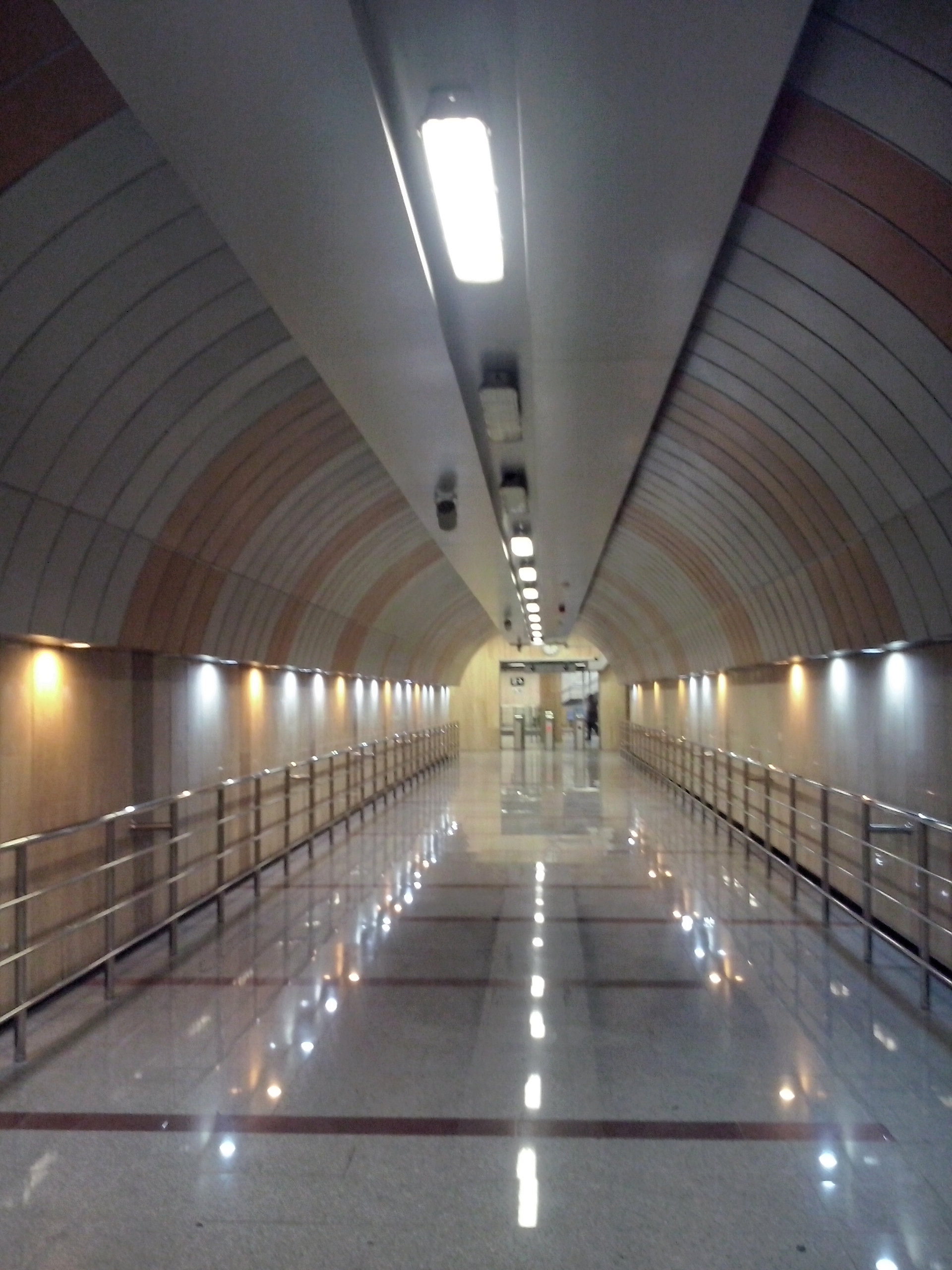
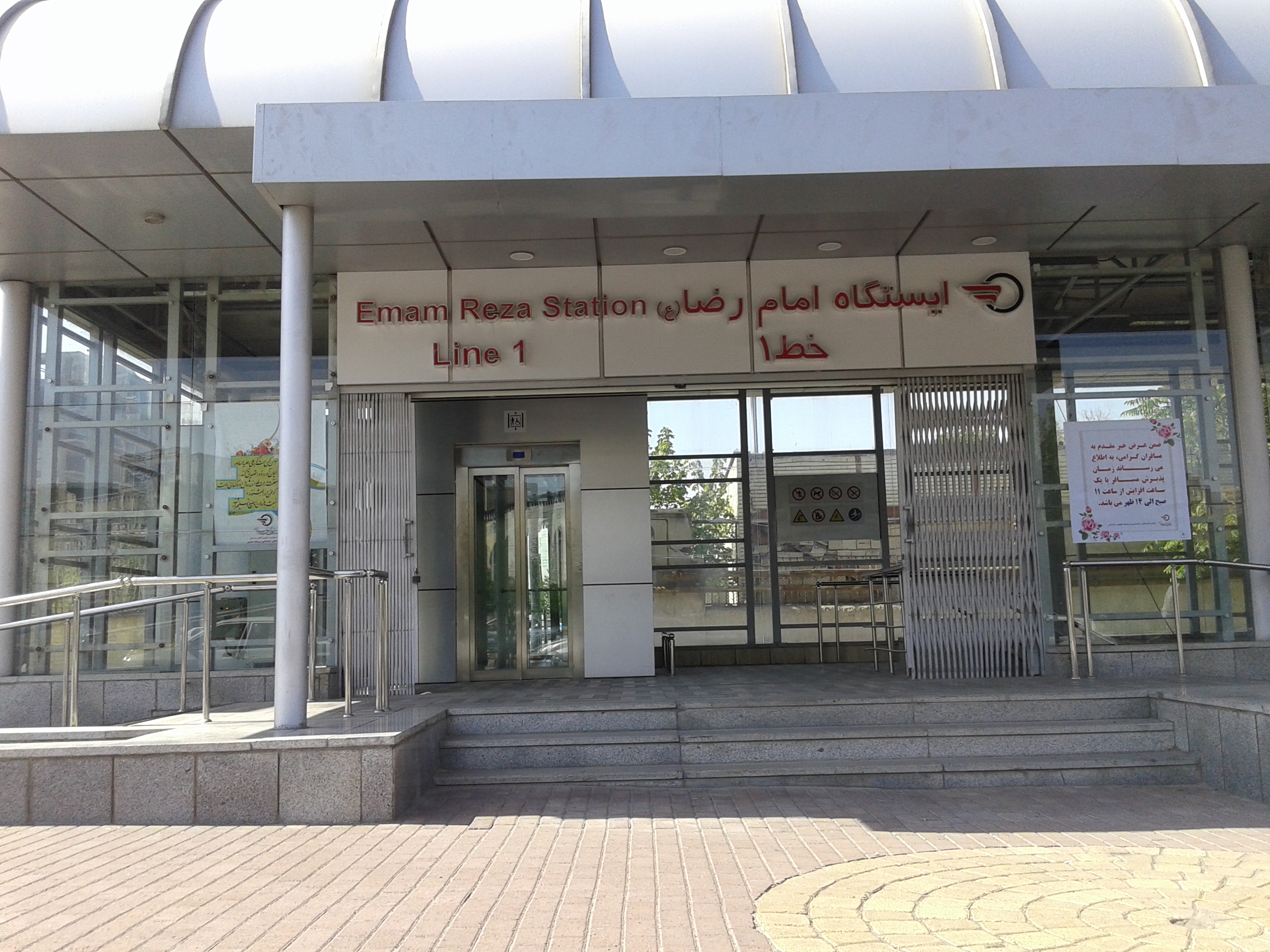